# 5784 Йорон
5784 Йорон (5784 Yoron) — астероїд головного поясу, відкритий 9 лютого 1991 року.
Тіссеранів параметр щодо Юпітера — 3,366.
Названо на честь Йорон (яп. よろん(与論)).